# ماونا اميفور
ماونا اميفور (بالهولندية: Mawouna Amevor) (16 ديسمبر 1991 بروتردام في هولندا - ) هو لاعب كرة قدم هولندي في مركز الدفاع. شارك مع منتخب توغو لكرة القدم. أما مع النوادي، فقد لعب مع غو أهد إيغلز ونادي دوردريخت ونوتس كاونتي.

## وصلات خارجية
- ماونا اميفور على موقع قاعدة بيانات كرة القدم.إي يو (الإنجليزية)
- ماونا اميفور على موقع ناشيونال فوتبول تيمز (الإنجليزية)
- ماونا اميفور على موقع Soccerbase.com (لاعب) (الإنجليزية)
- ماونا اميفور على موقع Soccerway.com (الإنجليزية)